# هنري إتش شتال
هنري إتش شتال (بالرومانية: Henri H. Stahl)‏ هو صحفي وعالم إنسان ومؤرخ روماني، ولد في 1901، وتوفي في 9 سبتمبر 1991.